# Edwin J. Burke
Pour les articles homonymes, voir Burke.
Edwin J. Burke est un scénariste et un dramaturge américain né le 30 août 1889 à Albany (État de New York) et mort le 26 septembre 1944 à New York (État de New York).

## Théâtre
- 1917 : acteur dans Lucky O'Shea de Theodore Burt Sayre
- 1928 : This Thing Called Love, écrit par E. Burke

## Filmographie
- 1928 : Plastered in Paris de Benjamin Stoloff
- 1929 : This Thing Called Love de Paul L. Stein
- 1929 : Love, Live and Laugh (en) de William K. Howard
- 1929 : Woman Trap de William A. Wellman
- 1929 : L'Affaire Burton (The Girl from Havana) de Benjamin Stoloff
- 1929 : Happy Days de Benjamin Stoloff
- 1929 : Not Quite Decent d'Irving Cummings
- 1929 : Speakeasy de Benjamin Stoloff
- 1930 : The Dancers (en) de Chandler Sprague
- 1930 : Man Trouble (en) de Berthold Viertel
- 1930 : Harmony at Home d'Hamilton MacFadden
- 1931 : Sob Sister (en) d'Alfred Santell
- 1931 : Bad Girl de Frank Borzage
- 1931 : Young as You Feel de Frank Borzage
- 1931 : Mr. Lemon of Orange de John G. Blystone
- 1931 : Camino del infierno de Richard Harlan
- 1931 : Hors du gouffre (The Man Who Came Back) de Raoul Walsh
- 1932 : Fille de feu (Call Her Savage) de John Francis Dillon
- 1932 : Le Vrai Bonheur (en) (Down to Earth) de David Butler
- 1932 : Dance Team de Sidney Lanfield
- 1933 : Paulette, garçon manqué (en) (Paddy the Next Best Thing) de Harry Lachman
- 1933 : Hello, Sister! d'Erich von Stroheim et Alan Crosland
- 1934 : Shirley aviatrice (Bright Eyes) de David Butler
- 1934 : Les Nuits de New York (Now I'll Tell) (réalisation et scénario)
- 1935 : La Fille du rebelle (The Littlest Rebel) de David Butler
- 1935 : Broadway Melody 1936 (Broadway Melody of 1936) de Roy Del Ruth
- 1935 : La Jolie Batelière (The Farmer Takes a Wife) de Victor Fleming
- 1935 : One More Spring d'Henry King
- 1936 : Song and Dance Man d'Allan Dwan
- 1940 : La Mariée célibataire (This Thing Called Love) d'Alexander Hall

## Récompenses
- Oscars 1932 : Oscar du meilleur scénario adapté pour Bad Girl